# Matt Phillips
Matthew Phillips (Aylesbury, Inglaterra, Reino Unido, 13 de marzo de 1991), conocido como Matt Phillips, es un futbolista escocés que juega de centrocampista y su equipo es el Oxford United F. C. de la EFL Championship.

## Selección nacional
Ha sido internacional con la selección de fútbol de Escocia, ha jugado 16 partidos internacionales, aunque igual jugó por las divisiones menores de la selección de fútbol de Inglaterra.

### Participaciones en Copas del Mundo
| Mundial                     | Sede     | Resultado        | Partidos | Goles |
| --------------------------- | -------- | ---------------- | -------- | ----- |
| Copa Mundial Sub-20 de 2011 | Colombia | Octavos de final | 4        | 0     |

## Clubes
| Club                            | País       | Año       |
| ------------------------------- | ---------- | --------- |
| Wycombe Wanderers F. C.         | Inglaterra | 2008-2010 |
| Blackpool F. C.                 | Inglaterra | 2010-2013 |
| Sheffield United F. C. (cedido) | Inglaterra | 2011      |
| Queens Park Rangers F. C.       | Inglaterra | 2013-2016 |
| West Bromwich Albion F. C.      | Inglaterra | 2016-2024 |
| Oxford United F. C.             | Inglaterra | 2024-     |